# Stepan Iwanowitsch Tewjaschow
Stepan Iwanowitsch Tewjaschow (altrussisch Степанъ Ивановичъ Тевяшовъ/ Stepan Ivanovič Tevjashov, 1730–1789) war ein einflussreicher Würdenträger im Russischen Reich, Philosoph und Oberst in Woronesch. Er war ein Sohn des Obersts von Ostrogoschsk Iwan Tewjaschow (ca. 1700 bis nach 1765). Stepan Tewjaschow war ein Freund und Brief-Korrespondent von Grigorij Skoworoda. Im Jahre 1776 schrieb Skoworoda im Gouvernement Woronesch sein Buch Silenus Alcibiadis (Икона Алкивиадская), das er Tewjaschow widmete. Skoworoda widmete Tewjaschow zudem seine Übersetzung des Traktates De senectute von Cicero. Tewjaschow hatte eine der größten Bibliotheken im Gouvernement Woronesch, die Skoworoda benutzt haben dürfte.